# روبرت لوفيفر
روبرت لوفيفر (بالفرنسية: Robert Lefèvre)‏ هو رسام فرنسي، ولد في 24 سبتمبر 1755 في بايو في فرنسا، وتوفي في 3 أكتوبر 1830 في باريس في فرنسا.